# Contilia
Die Contilia GmbH ist eine soziale, katholische Dienstleistungs- und Trägergesellschaft, die unter anderem zahlreiche medizinische und Pflegeeinrichtungen in Essen und Mülheim an der Ruhr betreibt.

## Geschichte
Contilia wurde im Jahr 2006 von der St. Elisabeth-Stiftung Essen (66 Prozent), der Stiftung St. Marien-Hospital zu Mülheim an der Ruhr (33 Prozent) und dem Caritas-Trägerwerk im Bistum Essen e. V. (1 Prozent) gegründet. Contilia verwaltet im Auftrag der Gesellschafter Krankenhäuser, Seniorenheime und weitere Einrichtungen im Gesundheitssektor. Über die Beteiligungsgesellschaften arbeiten seit 2018 etwa 7.200 Mitarbeiter in aktuell 46 Contilia-geführten, selbständigen Einrichtungen. Die Gruppe erzielt jährlich einen Umsatz von rund 495 Millionen Euro. Die Geschäftsführung haben Dirk Albrecht (Sprecher) und Jens Egert inne.

## Gesellschaftsrechtliche Struktur
Derzeitige Gesellschafter der Contilia sind
- St. Elisabeth-Stiftung Essen (73,7 %)
- Stiftung St. Marien-Hospital zu Mülheim an der Ruhr (16,2 %)
- St. Josef-Kuratorium e.V., Essen (10,1 %)

Zur Gruppe zählen:
- Elisabeth-Krankenhaus Essen GmbH
  - Katholische Schule für Pflegeberufe gGmbH
  - Medizinisches Versorgungszentrum (MVZ) Praxis am Grillo-Theater GmbH
  - Medizinisches Versorgungszentrum (MVZ) Essen-Huttrop GmbH
- Katholische Kliniken Ruhrhalbinsel GmbH
  - Katholische Schule für Pflegeberufe gGmbH
  - per Se Dienstleistungen GmbH
  - per Se Gebäudereinigung und Services GmbH
  - Gesundheitspunkt Rhein-Ruhr GmbH
- Philippusstift Essen GmbH
  - Katholische Schule für Pflegeberufe gGmbH
  - Institut für Laboranalytik Essen-Nord GmbH
  - Medizinisches Versorgungszentrum (MVZ) Essen-Nord-West gGmbH
  - Dienstleistungs- und Servicegesellschaft Essen-Nord.-West GmbH
- St. Marien-Hospital Mülheim an der Ruhr GmbH
- Contilia Pflege und Betreuung GmbH
  - Katholische Schule für Pflegeberufe gGmbH
- St. Laurentius Seniorenwerk GmbH
- St. Andreas Seniorenwerk GmbH
- St. Marien Seniorenwerk GmbH
- Contilia Therapie und Reha GmbH
- Medizinisches Versorgungszentrum (MVZ) für Labormedizin und Mikrobiologie Ruhr GmbH[4]

## Verwaltete Einrichtungen
Zu den verwalteten Einrichtungen zählen.

### Krankenhäuser
- Elisabeth-Krankenhaus, Essen
- St. Marien-Hospital Mülheim an der Ruhr, Mülheim an der Ruhr
- St. Josef-Krankenhaus Kupferdreh, Essen
- St. Elisabeth-Krankenhaus Niederwenigern, Hattingen
- Fachklinik Kamillushaus Heidhausen, Essen
- Philippusstift Essen,
- Geriatrie-Zentrum Haus Berge, Essen

### Kompetenzzentren
- BodyGuard! Zentrum für Präventionsmedizin, Essen
- BodyGuard! Zentrum für Sportmedizin, Training und Leistungsdiagnostik, Essen
- BodyGuard! Zentrum für Naturheilverfahren, Essen
- Contilia Herz- und Gefäßzentrum, Essen / Mülheim
- Klinisches Diabetes-Zentrum, Essen
- Kompetenznetz Vorhofflimmern Ruhr
- Siemens European Reference Center Cardiology
- Westdeutsches Magen- und Darmzentrum, Essen
- Zentrum für Mutter- und Kind, Essen
- Zentrum für Herzinsuffizienz
- Zentrum für Innere Medizin und Chirurgie, Essen
- Zentrum für Krankenhaushygiene
- Fußzentrum, Essen
- Hernienzentrum, Essen
- EndoProthetikzZentrum, Mülheim
- Zentrum Wirbelsäulentherapie, Mülheim

### Therapiezentren
- PIA – Psychiatrische Institutsambulanz, Mülheim an der Ruhr
- Contilia Therapie und Reha, Theaterpassage, Essen
- Contilia Therapie und Reha, ProVita, Essen
- Contilia Therapie und Reha, Kupferdreh, Essen
- Contilia Therapie und Reha, Haus Berge, Essen
- Contilia Therapie und Reha, Sportz Am Uhlenkrug, Essen
- PIA – Psychiatrische Institutsambulanz, Hattingen
- PIA – Psychiatrische Institutsambulanz, Essen

## Contilia Pflege und Betreuung

### Gesellschaften und Träger
- Contilia Pflege und Betreuung GmbH
- St. Laurentius Seniorenwerk GmbH
- St. Andreas Seniorenwerk GmbH
- St. Marien Seniorenwerk GmbH
- Vereinigte August Thyssen-Stiftungen
- Evangelisches Altenwohnheim Essen Dellwig gGmbH

### Pflegedienste
- Die Kängurus – Ambulante Kinderkrankenpflege, Essen
- Die Lindenblüten – Ambulante Krankenpflege, Mülheim an der Ruhr
- Die Lindenblüten – Ambulante Krankenpflege, Essen

### Seniorenstifte
- Seniorenstift Haus Berge, Essen
- Seniorenstift Kloster Emmaus, Essen
- Seniorenstift Martin Luther, Essen
- Seniorenstift St. Andreas, Essen
- Seniorenstift St. Franziskus, Essen
- Seniorenstift St. Laurentius, Essen
- Seniorenstift Haus Maria Frieden, Gevelsberg
- Seniorenstift Franziskushaus, Mülheim an der Ruhr
- Seniorenstift Hildegardishaus, Mülheim an der Ruhr
- Seniorenstift Sankt Engelbertus, Mülheim an der Ruhr
- Seniorenzentrum St. Josef, Essen
- Seniorenstift St. Marien, Schwelm
- Seniorenstift Sr. Elisabeth, Duisburg

### Kurzzeitpflege
- Kurzzeitpflege St. Franziskus, Essen

### Tagespflege
- Tagespflege Haus Berge, Essen
- Tagespflege St. Marien, Schwelm

### Wohnanlagen
- Wohnanlage Kloster Emmaus, Essen
- Wohnanlage Laurentiushöhe, Essen
- Wohnanlage St. Andreas, Essen
- Wohnanlage St. Anna-Stift, Essen
- Wohnanlage St. Elisabeth, Essen
- Wohnanlage Haus Maria Frieden, Gevelsberg
- Wohnpark Heidbergweg
- Wohnpark Kupferdreher Str.

## Aus-, Fort und Weiterbildung
Im Bereich der  Aus- und Fortbildung stellt die Krankenpflegeschule Mülheim an der Ruhr, die weiterhin ihren Sitz im St. Marien-Hospital hat, einen wichtigen Zweig der neuen Contilia-Akademie dar. Hier wird ein umfangreiches Fortbildungsprogramm angeboten, das sich sowohl an eigene Mitarbeiter als auch an externes Personal richtet. Ferner erfolgt auch die Erwachsenenbildung.